# Atmosfera di Cottrell
Le atmosfere di Cottrell sono rappresentate dagli atomi di soluto che, attratti dai campi elastici generati dalle dislocazioni, le circondano e le stabilizzano. In questo modo la dislocazione risulterà ancorata dalla propria atmosfera di Cottrell e lo sforzo per innescare il moto sarà superiore rispetto a quello richiesto per una dislocazione libera. Quando si raggiunge lo sforzo necessario alla dislocazione a liberarsi dell'atmosfera si avrà un calo di sforzo necessario al suo moto, in quanto ora risulta libera. Tale fenomeno è noto come snervamento manifesto o sharp yield point. Si ha inoltre lo strain ageing quando, dopo un certo periodo dipendente dalla temperatura, si riformano, per fenomeni diffusivi, le atmosfere di Cottrell, donando una maggiore resistenza allo snervamento al materiale incrudito dalla precedente deformazione plastica.